# Münchner Klimaherbst

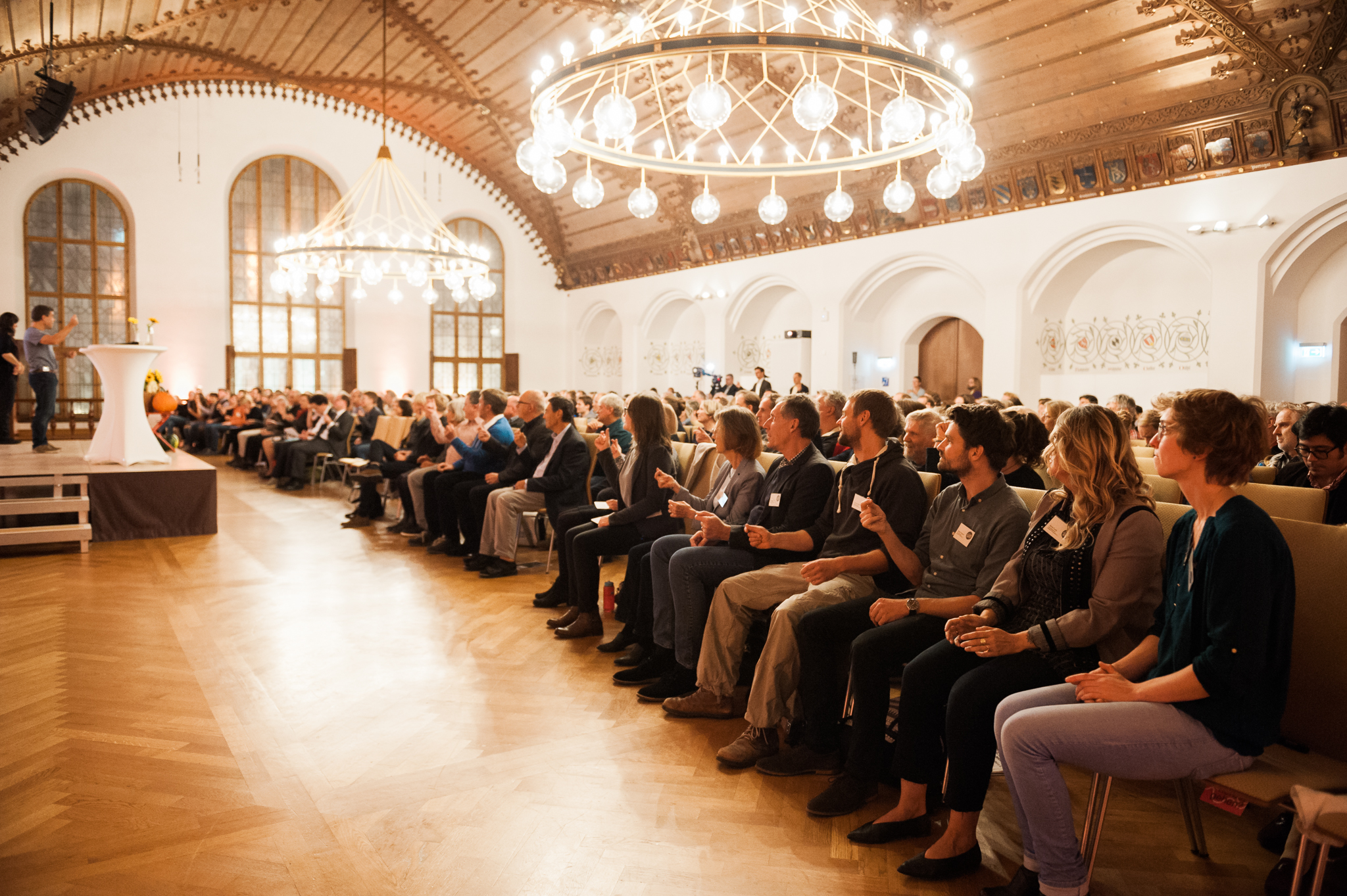
Die Auftaktveranstaltung des Münchner Klimaherbstes 2019 "die bewegte Stadt" fand wieder im Alten Rathaussaal statt, nah an Politik und Bürger*innen.

Der Münchner Klimaherbst ist eine seit 2007 jährlich in München stattfindende Veranstaltungsreihe. Sie hat zum Ziel, möglichst viele Bürger für die Themen Klimaschutz und Klimawandel zu sensibilisieren. Die Veranstaltung findet jeweils im Oktober statt. Beim 13. Münchner Klimaherbst im Jahr 2019 nahmen innerhalb des Aktionszeitraums von drei Wochen circa 10.000 Besucher an über 100 Veranstaltungen teil.

## Allgemeines
Der Münchner Klimaherbst fand 2007 zum ersten Mal statt. 2019 hatte er sich zu einer Veranstaltungs- und Bildungsplattform für Nachhaltigkeitsthemen in München entwickelt. Er wird getragen von Netzwerk Klimaherbst e. V. Das ist ein Netzwerk aus Vereinen und Initiativen, Stiftungen, Unternehmen und Bildungseinrichtungen. Das Netzwerk Klimaherbst wird 2019 im Wesentlichen vom Referat für Klima- und Umweltschutz der Landeshauptstadt München gefördert. Weitere Förderer sind 2019 die Sparda-Bank München, Green City Energy, die Hofpfisterei GmbH und die Selbach-Umwelt-Stiftung. Während der Münchner Klimaherbst in seiner Anfangszeit noch von einem losen Zusammenschluss verschiedener im Bereich Nachhaltigkeit tätiger Vereine und Organisationen getragen wurde, wurde 2015 der gemeinnützige Verein Netzwerk Klimaherbst e.V. gegründet. Der Verein ermöglicht eine Bündelung der verschiedenen Kräfte, die bis dahin in der Trägerschaft und Organisation des Münchner Klimaherbstes involviert waren. Die Vereinsgründung geschah als Folge auf das wachsende Interesse der Bevölkerung an der Veranstaltungsreihe Münchner Klimaherbst. Die Organisation und Durchführung der verschiedenen Bildungsveranstaltungen fand 2019 mit über 400 Partnern statt.

## Ziele

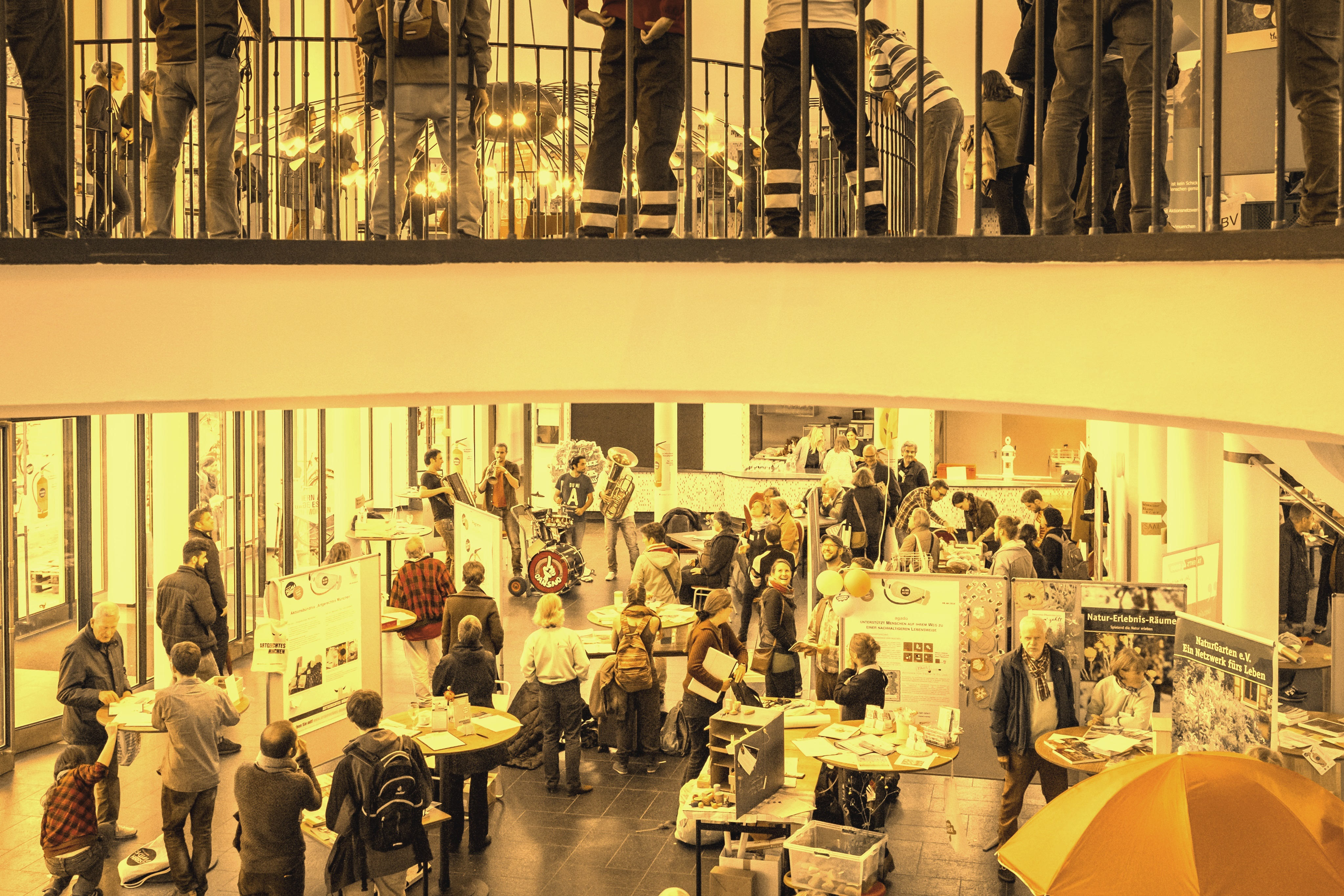
Innerhalb von drei Wochen im Oktober werden jährlich über 100 unterschiedlichste Veranstaltungen in München zu wechselnden Themen in Bezug auf Klimaschutz unter dem Münchner Klimaherbst zusammengefasst.

Der Netzwerk Klimaherbst e.V. verfolgt das Ziel, verschiedene Akteure der Wissenschaft, der freien Wirtschaft sowie der Stadtverwaltung und -politik mit Vereinen, Stiftungen, Organisationen und Institutionen zusammenzubringen, damit gemeinsam Lösungen für eine nachhaltige Lebensweise in München auf den Weg gebracht werden können. Die Veranstaltungen des Münchner Klimaherbstes sind meist kostenlos. Das gemeinsame Ziel aller Veranstaltungen des Münchner Klimaherbstes ist das Aufzeigen von akuten Umweltproblemen. Bürger können bei den Veranstaltungen oft gleich selbst aktiv werden. Zum Beispiel können sie an Exkursionen oder Kleidertauschaktionen teilnehmen. Die Themen Nachhaltigkeit und Klimaschutz werden auch durch Workshops, Vorträge und andere innovative Formate in das Bewusstsein der Bevölkerung gerückt. Dabei werden alle Altersklassen miteinbezogen. Bereits bei der Erstellung des Klimaherbstprogramms wird Wert auf einen partizipativen Ansatz gelegt, indem neben den unterschiedlichen Organisationen und Einrichtungen auch Privatpersonen eingeladen sind, das Programm mitzugestalten. Die verschiedenen Veranstaltungsformate und wechselnde Themenschwerpunkte sollen möglichst viele Besucher ansprechen und diese dazu motivieren, auch ihr eigenes Leben nachhaltiger zu gestalten. Themenschwerpunkte waren u. a. 2013 und 2019 Mobilität, 2018 Energie, 2017 Gerechtigkeit, 2016 Zivilgesellschaftliches Engagement, 2015 Politik, 2014 Suffizienz und 2012 Ernährung.